# 三木鶏郎
三木 鶏郎（みき とりろう、1914年〈大正3年〉1月28日 - 1994年〈平成6年〉10月7日）は、日本の作詞家、作曲家、放送作家、構成作家、演出家である。本名、繁田 裕司（しげた ひろし）。東京府東京市麹町区（現：東京都千代田区）出身。
昭和前期から平成前期まで活躍した。芸名は好きなミッキーマウスと（デビュー当初、朝川賞郎、秋元喜雄と3人で活動していたことから）「トリオ」をかけたものであり、本来の読み方は「みき とりお」であったが、アナウンサーから「とりろう」と誤読されたためそれが定着した。「三木トリロー」名義での活動歴もある。
ジャズ評論家・司会者の三木鮎郎は実弟。甥（鮎郎の長男）の三木睦郎は「笑点」の放送作家。

## 来歴
三重県出身の繁田保吉の長男として東京市麹町区飯田町6-22（現・東京都千代田区飯田橋）に生まれる。父は立命館大学を出て岡山地裁の判事となったが、私学出身ゆえに差別を受け、官界を去って弁護士となった。このため、息子はどうしても東京帝大法科に入れようと望んでいた。
暁星小学校から暁星中学校を経て、飛び級で旧制浦和高等学校に入学。2年浪人して東京帝国大学法学部に入学。浪人2年目は徴兵逃れで専修大学に籍だけ置いている。東大音楽部では柴田南雄や戸田盛国（別名戸田邦雄、のち外交官となる）と交際する。在学中、高等文官試験の司法科と外交科の受験にそれぞれ失敗。
2年留年して卒業後、1940年4月、日産化学工業に入社。半年後に召集を受け、1940年11月30日に同社を休職して1941年1月10日に二等兵として陸軍東部第六部隊へ入隊する。経理部幹部候補生試験に合格し、戦時中は千葉県の東部軍管区教育隊の経理室に勤務。経理部甲種幹部の同期に堀田政孝（後の衆院議員）、五島昇（後の東京急行電鉄会長）、坂内富雄、高島幸三郎がいる。軍務のかたわら、諸井三郎に作曲を師事、『東部軍教育隊隊歌』の作曲を担当。このころ人形劇団「貝殻座」のために劇音楽を作っている。
大尉として復員した後、混乱した世相の中で「どうせ餓死するならやりたいことをやって死にたい」との思いから復職を断念し、音楽家の道に進むことを決意。1946年に焼け跡の歌『南の風が消えちゃった』を作る。音楽演奏会のマネージャーを経て、『音楽ウィークリー』誌を創刊。この雑誌の取材で面会したNHKラジオの音楽部長に『南の風が消えちゃった』を売り込んで認められ、10分間の枠を与えられ、自らの製作・構成・脚本・作詞作曲・演奏によるラジオ番組『歌の新聞』に朝川賞郎や秋元喜雄（のちの河井坊茶）とともに出演することとなる。この番組の構成にあたっては、アメリカ進駐軍の極東軍放送 (FEN) のしゃれた番組作りが念頭にあったという。
その後、ラジオ番組『日曜娯楽版』（1947年放送開始）での「冗談音楽」、その後身である『ユーモア劇場』で爆発的な人気を博したが、1954年の造船疑獄に対する辛辣な諷刺で佐藤栄作を激怒させ、同年6月に同番組は打ち切りとなった。当時のNHK会長の古垣鉄郎は、佐藤からの圧力で会長の座を追われたという。同年8月、文藝春秋社の提供で文化放送から『みんなでやろう冗談音楽』がスタートし、「冗談音楽」は復活したが、同年12月、吉田内閣の退陣を機に『みんなでやろう冗談音楽』も終了。これとともに「冗談音楽」の廃業を宣言した。
また、1951年、日本初のテレビ放送におけるコマーシャルソング である「僕はアマチュア・カメラマン」 をつくり、1954年封切りのディズニーアニメ『ダンボ』で声優（コウノトリ役）および初の日本語版音楽監督を務めた。
活動に際しキノトール、能見正比古、永六輔、神吉拓郎、野坂昭如、伊藤アキラとトリローグループを結成（また、作曲家陣として神津善行、いずみたく、嵐野英彦、桜井順などを、三木鶏郎楽団としてジョージ川口、小野満、鈴木章治などを集める）。門下からは歌手（楠トシエ、中村メイコなど）や俳優（三木のり平、河井坊茶、千葉信男、丹下キヨ子、逗子とんぼ、なべおさみ、左とん平など）など、多くの人物を世に送り出している。
1993年に日本広告音楽制作者連盟によって三木鶏郎音楽賞が創設された。
晩年は糖尿病を患い、糖尿病の芸能人仲間と「糖尿友の会」を主宰していた。晩年は1年の半分以上をハワイのマウイ島で過ごしていた。4部構成から成る回想録を書き上げ、このうち1部と2部が平凡社から刊行された直後に死去した。

## 年譜
- 旧制浦和高等学校（埼玉大学の前身）文科丙類を卒業。
- 1940年 - 東京帝國大学法学部法律学科を卒業する。
  - 作曲を諸井三郎、ヴァイオリンを小野アンナ、ピアノを渡辺シーリーに師事する。
- 1941年 - 経理部幹部候補生試験合格し、東部第8部隊集合教育で陸軍経理学校へ入学する。
- 1942年 - 陸軍経理学校を卒業する。
- 1942年 - 習志野戦車東部第9部隊へ配属され少尉に昇進する。
- 1945年 - 千葉県習志野（千葉郡二宮町薬園台）に新設の「東部軍管区教育隊」に勤務する（東部軍管区主計中尉）。
- 1946年 - 三木鶏郎楽団を結成し、東京麹町にスタジオを建てる。

## 主なヒット曲
- 毒消しゃいらんかね（歌：宮城まり子）
- 僕はアマチュア・カメラマン（歌：灰田勝彦）
- 田舎のバス（歌：中村メイコ）
- ゆらりろの歌（歌：藤山一郎）
- ホープさん〈僕はサラリーマン〉（歌:三木鶏郎、並木路子）
- 僕は特急の機関士で ※各種レコードが発売されている。
- 涙はどんな色でしょか ※古賀さと子版と岸井明版がある。
- 選挙くせものこわいもの ※伊藤久男版と三木鶏郎版がある。

## 主なCMソング
- 小西六写真工業（現：コニカミノルタ） 「僕はアマチュア・カメラマン」 （歌：灰田勝彦） ※ラジオCMソング第1号[注釈 1]。
- いすゞ自動車「晴れた青空に（いすゞの唄）」（歌：藤山一郎、歌詞は公募作品）
- 日産自動車
  - ダットサン「僕の彼女はダットサン」（歌：宇都美清、榎本美佐江、西村正美）
  - ブルーバード「ブルーバードの唄」（歌：楠トシエ、フォーコインズ）
  - ブルーバード「ニューブルーバード」(歌：楠トシエ、スリーグレイセス）
- プリンス自動車（現：日産自動車）「プリンスのうた」（歌：ザ・ピーナッツ）
- 富士産業 ラビットスクーター
- 三菱 シルバーピジョン（歌：宮城まり子）
- トヨタ自動車 クラウン「クラウン賛歌」（歌：ボニージャックス、スリーグレイセス）
- ダイハツ工業
  - 「ダイハツのうた」（歌：ボーカル・ショップ）
  - 「ダイハツベルリーナのうた」（歌：面高陽子）
- 森永製菓 森永ミルクキャラメル「やっぱり森永ネ」（歌：中村メイコ、灰田勝彦、宮城まり子、三木鶏郎ほか） ※テレビCMソング第1号。
- 船橋ヘルスセンター（現：ららぽーとTOKYO-BAY）「長生きチョンパ」（歌：楠トシエ）
- 日清食品「チキンラーメンの歌」（歌：柴倉麻里子、フォーコインズ）
- ミツワ石鹸（旧法人）「ワ・ワ・ワとワが三つ」
- 松下電器産業（現：パナソニックホールディングス）「明るいナショナル」　※ナショナル劇場#歴代オープニング参照
- 森下仁丹「仁丹の歌」（歌：ダークダックス）
- 荒川長太郎合名会社（現：アラクス）「ノーシンの歌」（歌：楠トシエ）
- 三共（現：第一三共及び第一三共ヘルスケア）
  - 「ルルの歌」（歌：伴久美子）
  - 「ミネビタールの歌」（歌：伴久美子）
- 第一製薬（現：第一三共及び第一三共ヘルスケア）「パント錠の唄」（歌：楠トシエ）
- 鐘淵紡績（現：クラシエ）「かーんかーんカネボウ」（歌：楠トシエ）
- 加美乃素本舗「緑の小箱」（歌：安西愛子）
- 日清紡績（現：日清紡ホールディングス）「日清紡の唄」（歌：伴久美子）
- 麒麟麦酒（現：キリンホールディングス）
  - 「キリン・キリン」（歌：ダークダックス）
  - 「キリンレモンのうた」（歌：スリーグレイセス）
- 久光兄弟株式会社（現：久光製薬）「サロンパス」（歌：楠トシエ）
- 共進社油脂工業（現：牛乳石鹸共進社）「牛乳石鹸のうた」
- 大倉酒造（現：月桂冠）「月桂冠」（歌：ダークダックス）
- 朝日麦酒（現：アサヒグループホールディングス）
  - 「バヤリースは夢の味」（歌：フランキー堺）
  - 「アサヒビールはあなたのビール」（歌：ボニージャックス）
- 三洋電機「サンヨーカラーテレビ劇場」の歌（歌：榎本健一）
- 日本麦酒（現：サッポロホールディングス）
  - 「君の名はリボンジュース」（歌：灰田勝彦、恵ミチ子）
  - 「サッポロビールの唄」（歌：ダークダックス）
- 三井銀行（現：三井住友銀行）「三井銀行のうた（ついつい三井）」（歌：ダークダックス）
- 大井証券（現：みずほ証券）「大井証券マネープランの唄」（歌：楠トシエ、フォーコインズ）
- 小田急電鉄「小田急ピポーの電車」（歌：ザ・ピーナッツ、ボニージャックス）
- 京阪電気鉄道「京阪特急」（歌：楠トシエ）
- 近畿日本鉄道
  - 「近鉄特急（近鉄のうた）」（歌：楠トシエ、ボニージャックス）
  - 「近鉄・二階の電車」（歌：楠トシエ、ボニージャックス）
- 南海電気鉄道「南海電車の歌」（歌：伴久美子）　※南海電気鉄道#その他参照
- 名駅地下街サンロード（歌：楠トシエ）
- 井関農機「農機はヰセキ」（歌：楠トシエ）
- レナウン「レナウンの唄」（歌：ザ・ピーナッツ）
- 田辺製薬（現：田辺三菱製薬）「アスパラで生きぬこう」（歌：弘田三枝子）
- 岩田醸造「紅一点」
- 日立製作所「ぱっとついた日立（日立毎日お友達）」（歌：ダーク・ダックス）

※これらCMソングのうちいくつかは、東京汐留にあるアド・ミュージアム東京で視聴することができる。

## 主なテレビ番組主題歌
- 鉄人28号 ※前奏前と最終部分で流れるグリコの部分も含めて作曲。
- トムとジェリー
- 遊星少年パピイ
- ジャングル大帝 進めレオ!（作曲。編曲は冨田勲）。※ 元はその前の番組「ジャングル大帝」の三洋電機のCMで「ジャングル大帝のうた」として使用されていたもの。
- 遊星仮面
- スター千一夜
- てんてん娘
- ママちょっと来て
- ミスター・エド（三木トリロー名義）